# Nikon Z9
Le Nikon Z9 est un boitier hybride plein format professionnel monobloc de Nikon sorti en décembre 2021.

## Présentation
Le Z9 est un appareil professionnel monobloc d'un poids analogue aux appareils reflex professionnels de Nikon. Il est équipé d’un nouveau capteur de 45 millions de pixels, avec des rafales à 20 et même 30 images par seconde. Il peut de plus prendre 120 images par seconde en JPEG, avec une définition réduite à 11 millions de pixels. Il peut également enregistrer des vidéos jusqu’en 8K. D'autre part, c'est le premier appareil photo numérique fonctionnant sans obturateur mécanique, et donc uniquement avec un obturateur électronique.

## Caractéristiques détaillées
- « Synchro VR », avec laquelle la stabilisation du boîtier et celle de l'objectif fonctionnent en accord.
- Rafales dépassant 1000 photos (les précédents appareils de Nikon ne dépassaient pas les 200 images par rafale).
- Enregistrement vidéo interne en 10 bits en H.264, H.265 et en ProRes 422 HQ (prend également en compte le HLG (en) et le N-Log de Nikon).
- Enregistrement vidéo interne en RAW 12 bits en utilisant le ProRes RAW (en) HQ (jusqu'à 4,1K à 60 images par seconde) et le N-RAW propre à Nikon (jusqu'à 8,3K à 60 images par seconde).
- Durée d'enregistrement vidéo maximum portée de 30 minutes jusqu'à 2 heures et 5 minutes.
- Volet de protection du capteur contre la poussière et la saleté, lorsque l'appareil est éteint ou que l'objectif est enlevé.

## Galerie

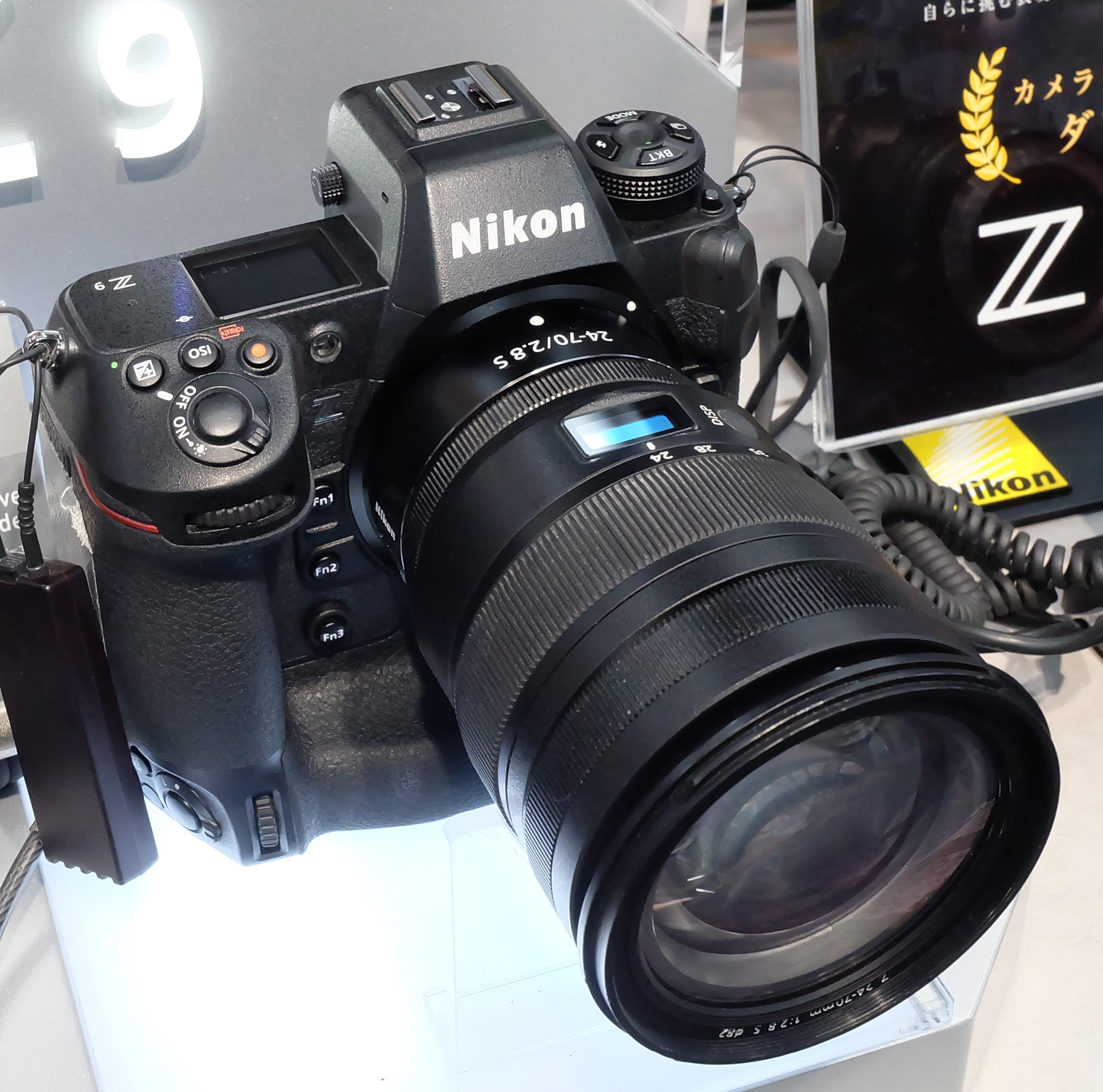
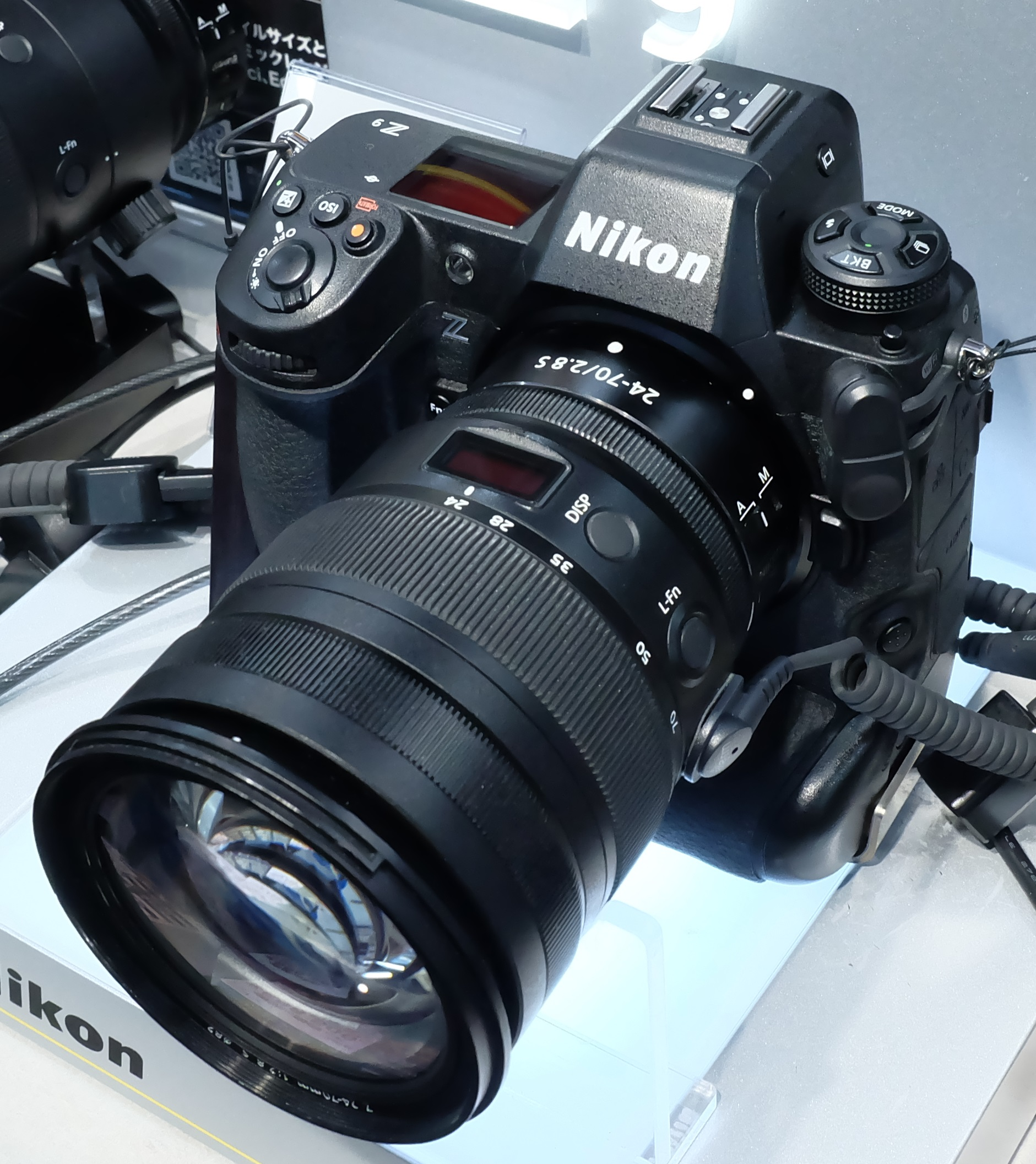
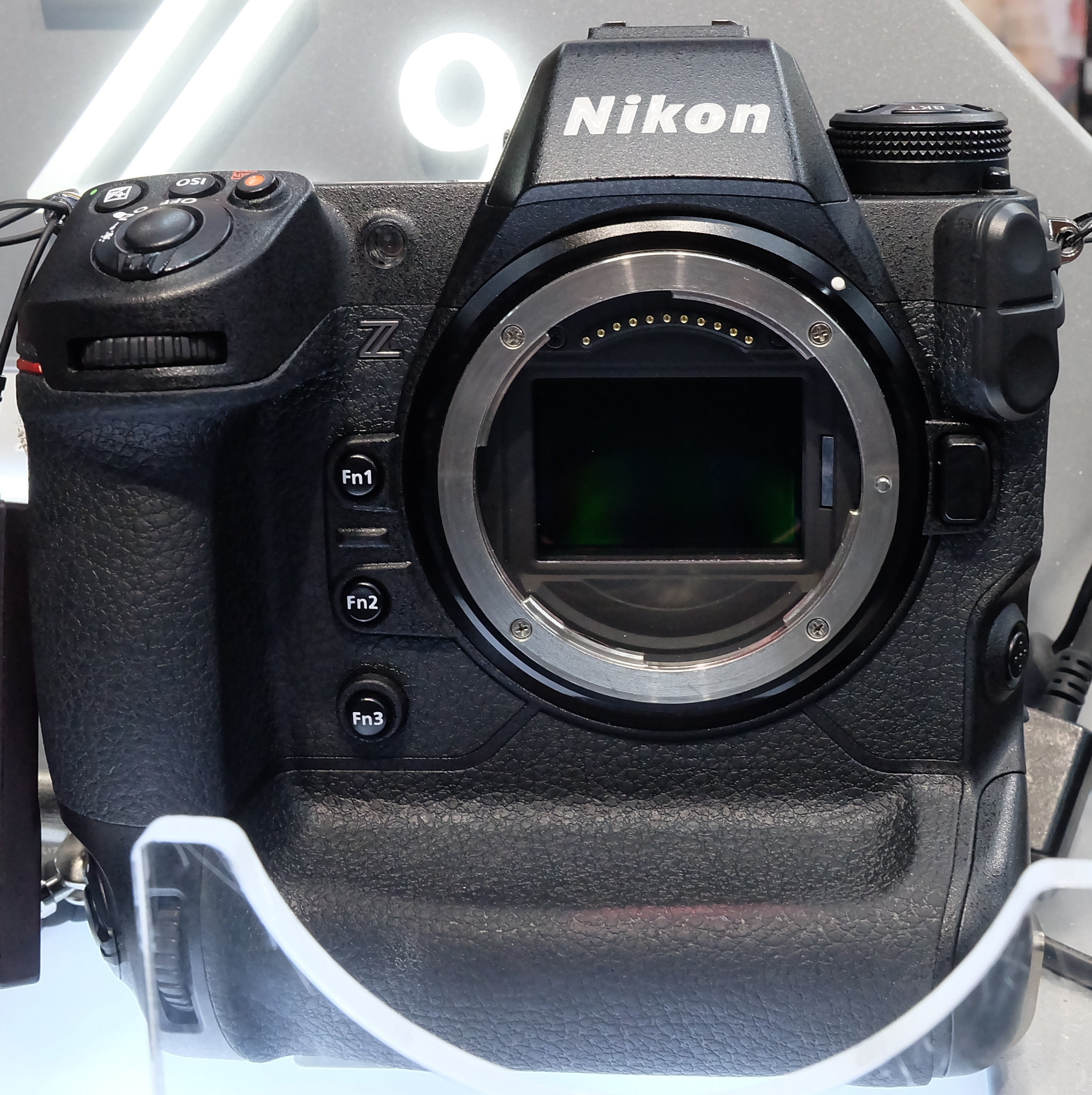
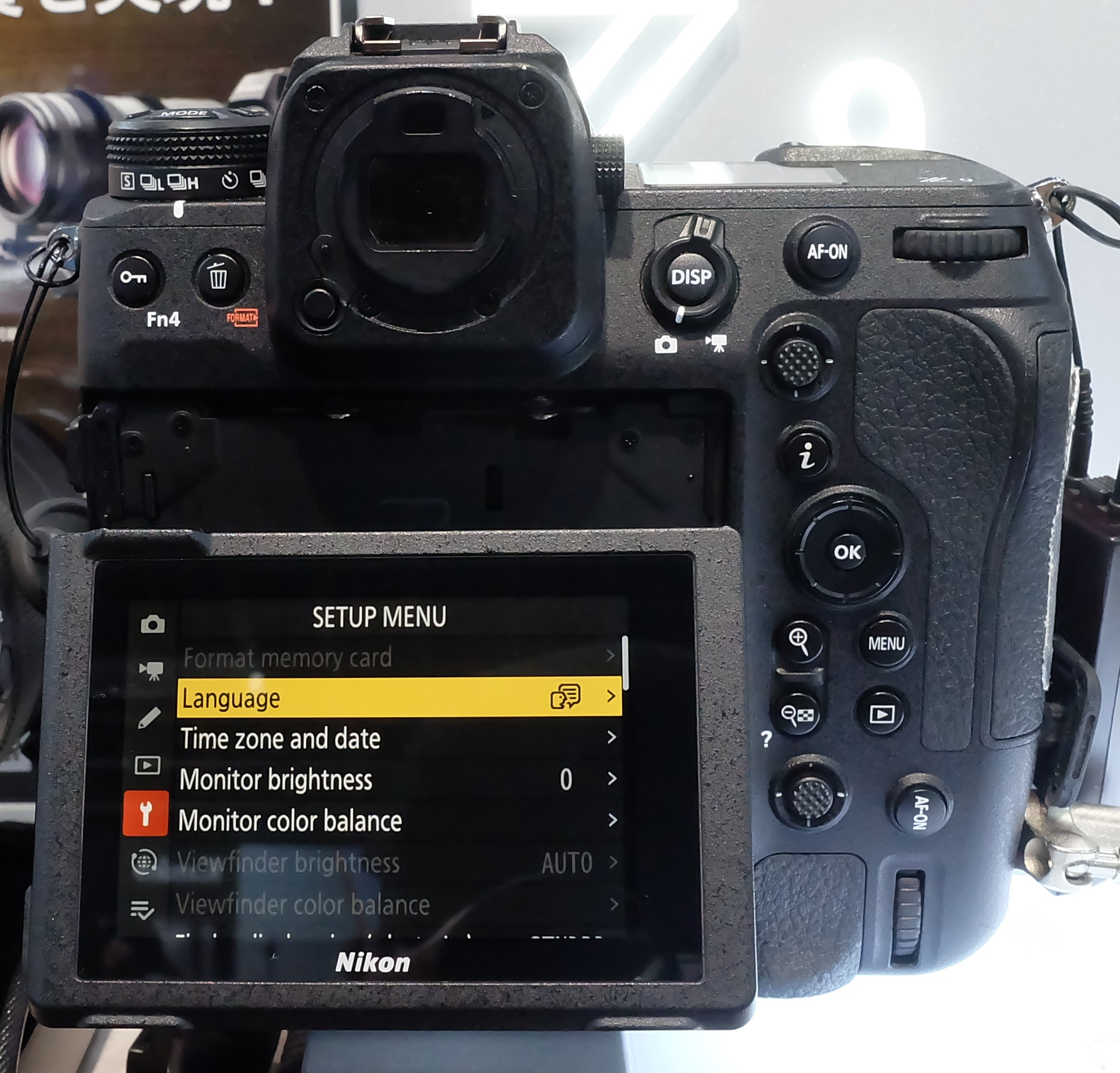